# 利率風險

當在所有到期日的利率上升一個基點後，從1999年至2015年歐洲104家銀行的淨值變化相對於總資產的百分比

利率風險（英語：Interest Rate Risk）是指因為利率變動而產生的、對金融機構與投資者的不利影響。利率風險被認為是金融機構業務正常的一環，亦是利潤及股東權益的重要來源；但利率風險過當也有可能反過來嚴重衝擊一機構之盈餘與資本基礎。利率風險與總體經濟相關，並能對一經濟體的總剩餘產生持續性影響，事實上，利率風險不僅對投資者和借款人至關重要，對於銀行的期限轉換功能也有著重要的影響。而就債券來說，其利率風險則取決於其價格對市場利率變化的敏感程度，而此敏感度則取決於兩個因素：債券的存續期間（Duration，通常與到期時間長度相近）和債券的票面利率。

## 相關影響
市場利率之波動，會直接影響到票券及債券持有者的收益。一般債券都在其票面上記載有固定的利率，當債券發行後，如果市場上的利率發生改變，新債券就會與舊債券發生利率競爭，發生資本損失（Capital Loss）或利得，過程中產生的不確定性便成為利率風險。一般來說，利率的變化對於定利率債券的價格可能會有很大的影響，但對於固定息票債券的頭寸（Position，即金融合約的金額）的價值影響通常則會很小，因為後者的實際利率不會改變。
在景氣好的時候，央行可能採取較緊縮的貨幣政策，引導一般利率上升。當市場利率上升時，債券的價值會下降。此時的債券基於商業考量，就必須依新的、較高的利率發行，而此新的債券就會對舊的債券產生排擠效應，使原已流通的債券之持有人在到期前被較低的利率套牢，其舊債券發生折價，持有者現資本損失。而對投資者來說，如果利率上升，投資所產生的放款利潤會增加，但融資成本也會增加，倘若利率下降，則放款利潤又會和融資成本一起降低，因此，投資者也會受到利率風險的影響。

## 風險分類

### 重定價風險
銀行因身具金融中介功能而會面臨各種風險，其中，重定價風險（Repricing Risk）是最主要且最常被提及的一種利率風險型態。重定價風險源自於銀行資產、負債及表外部位這三者到期日（固定利率）與重定價日（浮動利率）間的差異。在固定利率的情況下，當前的市場利率可能與商定的固定利率不同。與固定利率交易相比，浮動利率可能會增加利率增長（在貸款的情況下）或利率降低（在投資的情況下）額外的利息成本（或收入損失）。因此，利率風險可以說是利率變化引起的當下證券現值和原估未來淨利息收入之間的負偏差。若一銀行的重定價風險極大，也就代表該銀行之淨利與經濟價值很容易暴露於利率變化所產生的不確定中。舉例來說，假設一銀行以短期存款支應長期固定利率之放款，在利率上升的場合，貸款利息流入固定但存款利息支付增加，就會導致其未來淨利與經濟價值有所減少。

### 收益率曲線風險
收益率曲線風險（Yield Curve Risk）與重定價風險類似，都來源於到期日與重定價日之間的時間差異。當殖利率曲線發生或可能發生非預期的改變或移動時，就會產生殖利率曲線風險，對銀行之淨利與經濟價值產生負面影響。

### 基差風險
基差風險（Basis Risk）來自於於不同金融工具間收取及支付之利率無法完全同幅調整的風險。當利率改變時，如果因為金融工具天生特性不同、發行者不同、市場所在區域不同或其他原因，發生了工具間利率調整幅度有所差異的情形，便有可能會導致現金流量以及到期日或重定價頻率類似之資產、負債及表外部位之利差發生非預期改變。舉例來說，若亦銀行選擇以每月依美國國庫券利率重定價的一年期放款配合每月依一個月LIBOR利率重定價之一年期存款為投資標的，兩指標利率之變化就會為該銀行帶來基差風險。

### 選擇權風險
選擇權風險（Options Risk）則是指將選擇權嵌入各種資產、負債及表外部位所會帶來的風險。選擇權是一種可以讓權力購買人在規定時間內選擇「要不要以一特殊價格條件執行交易」的一種金融工具。選擇權可為獨立商品，也可以嵌入其他標準化商品。從經濟學的角度來看，買賣不同類型公債暨債券、給予借款者提前還款權、給予不同天期存款者不支付違約金之權等等，都可以算是嵌入選擇權的金融操作。而當嵌入選擇權的商品發生管理不當時，該等商品收益不對等的特質與其具有選擇性的特性便有可能帶給金融機構選擇權風險。選擇權風險通常尤其影響嵌入選擇權商品的一方，因購買選擇權一定會在有利於己、不利於賣方時執行其權利。

## 風險規避
在票券金融公司資產項目中，主要以票券及債券等固定收益金融商品為主，且大部分皆作為交易部位之用，在這種情況下，利率變動不只影響短期獲利，甚至也會波及未來的收益。所以，就企業與投資者而言，如何避免利率波動而影響其經營成本及資金周轉，並有效地控制本身所能承受的風險，是一重要課題。而金融商品的投資者的投資與報酬也會受市場利率變動而影響，儘管目前金融市場上已存在一些利率避險的工具，譬如利率遠期協議、利率交換、及利率選擇權等等，但提供上述規避利率風險的工具機構數量較不多，且該機構承作與推廣之意願並不一定高，故市場的參與者欲尋找規避利率風險的管道並不容易，此外，這些避險工具之成本也較高。

### 引用
1. ↑  林正芳 2012，第357頁.
2. 1 2  Zimmermann 1997.
3. ↑  Herzog 1990，S. 18.
4. ↑  Ross, Westerfield & Jordan 2010.
5. 1 2  廖源隆 2002，第1頁.
6. 1 2 3  Diwald 2012.
7. 1 2  陳石進 2014，第3頁.
8. 1 2 3 4 5  林正芳 2012，第358頁.